# Jos van Riemsdijk
Josepha Gijsberta (Jos) de Wit-van Riemsdijk (Ukkel, 31 juli 1915 – 2005) was een Nederlandse beeldhouwster.

## Leven en werk
Jos van Riemsdijk werd geboren in het Belgische Ukkel als oudste dochter van Gerrit van Riemsdijk en Catharina Ahr. Het gezin verhuisde in 1916 naar Den Haag, waar haar vader vertegenwoordiger was van de Nederlands-Indische Koffiehandel. Ze studeerde beeldhouwkunst aan de Koninklijke Academie van Beeldende Kunsten in Den Haag, tot ze de opleiding moest afbreken omdat haar vader zijn geld bij de beurskrach was kwijtgeraakt. Ze werkte vervolgens op het atelier van Corinne Franzén-Heslenfeld. Van Riemsdijk kon een beurs krijgen, maar werd in 1933 afgewezen voor de Rijksakademie van beeldende kunsten in Amsterdam, omdat men vond dat ze te weinig kon tekenen. Een jaar later werd ze alsnog toegelaten tot de beeldhouwklas van Jan Bronner. Ze verliet de academie toen ze in 1935 trouwde met J.C. Rab, die niet achter haar beeldhouwersambitie stond. Ze werkte stiekem bij een beeldhouwer, maar pakte het weer echt actief op na het overlijden van haar zoontje in 1938. Na scheiding trouwde ze in 1957 met de schilder Frans de Wit.
Haar beeldhouwwerk, bestaande uit portretten, mens- en vooral dierfiguren, was figuratief. Zij was lid van het Haagse genootschap Pulchri Studio en de Nederlandse Kring van Beeldhouwers. Ze ontving voor haar werk tweemaal de materiaalprijs (1951, 1958) verbonden aan de Jacob Marisprijs en in 1957 de tweede Jacob Hartogprijs.

## Werken (selectie)
- Majoor O - bronzen portret (1949)
- Twee meisjes (1953/54), Stadhoudersplantsoen in Den Haag
- Prof. W.F.J.M. Krul (1958), Heerstraat in Kapellebrug (gemeente Hulst)
- Tiener (1965/66), Steenzicht in Den Haag
- Lampenmaakstertje (1966), Emmasingel in Eindhoven
- Meisje met poes (1966), Hollands Tuin in de Rotterdamse deelgemeente IJsselmonde
- Kip (1971), hal stadskantoor in Eindhoven
- Meisje met fluit (1977), Wingerdstraat in Den Haag
- Zeepaardje (1980), Heerdenpad in Groningen
- Haan (1981), Lupinesingel in Alphen aan den Rijn
- Masai vrouw (1988), Groenoord in Alphen aan den Rijn
- Liefdeszuster van St. Vincent de St. Paul de Chartres (1990), Willemstraat in Breda
- Haan (1994), Bosboomstraat in Utrecht

In de beeldentuin van het Westbroekpark in Den Haag stond de 'Krabbende Haan' uit 1960. Dit beeld is in 2008 gestolen, alleen een klein deel van een poot stond nog op de sokkel. Ook van de 'Grote Haan' uit 1970 in het Develpark in Zwijndrecht resteert slechts een sokkel met een deel van een poot (geconstateerd op 16 mei 2010).

## Fotogalerij

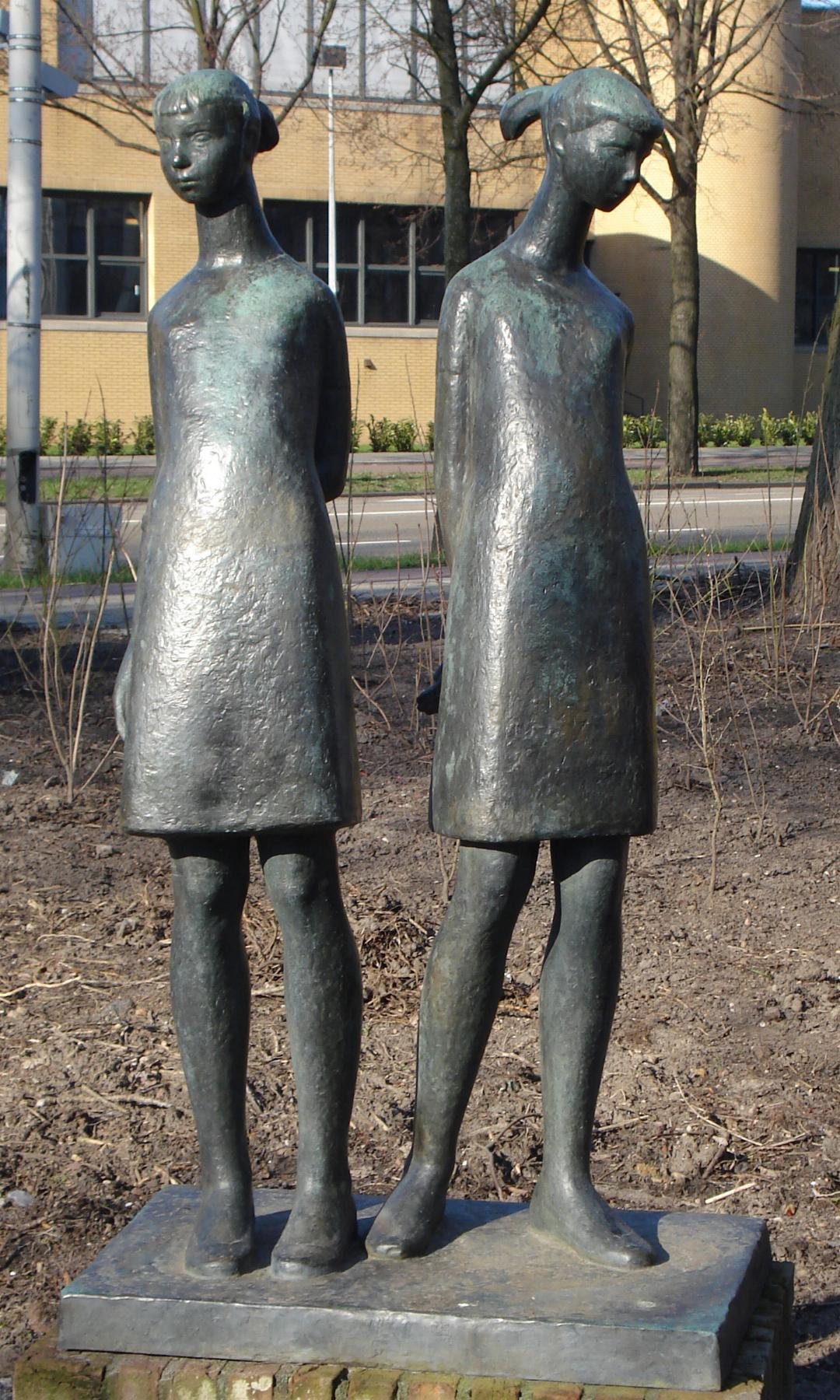
Twee meisjes (1953/54)
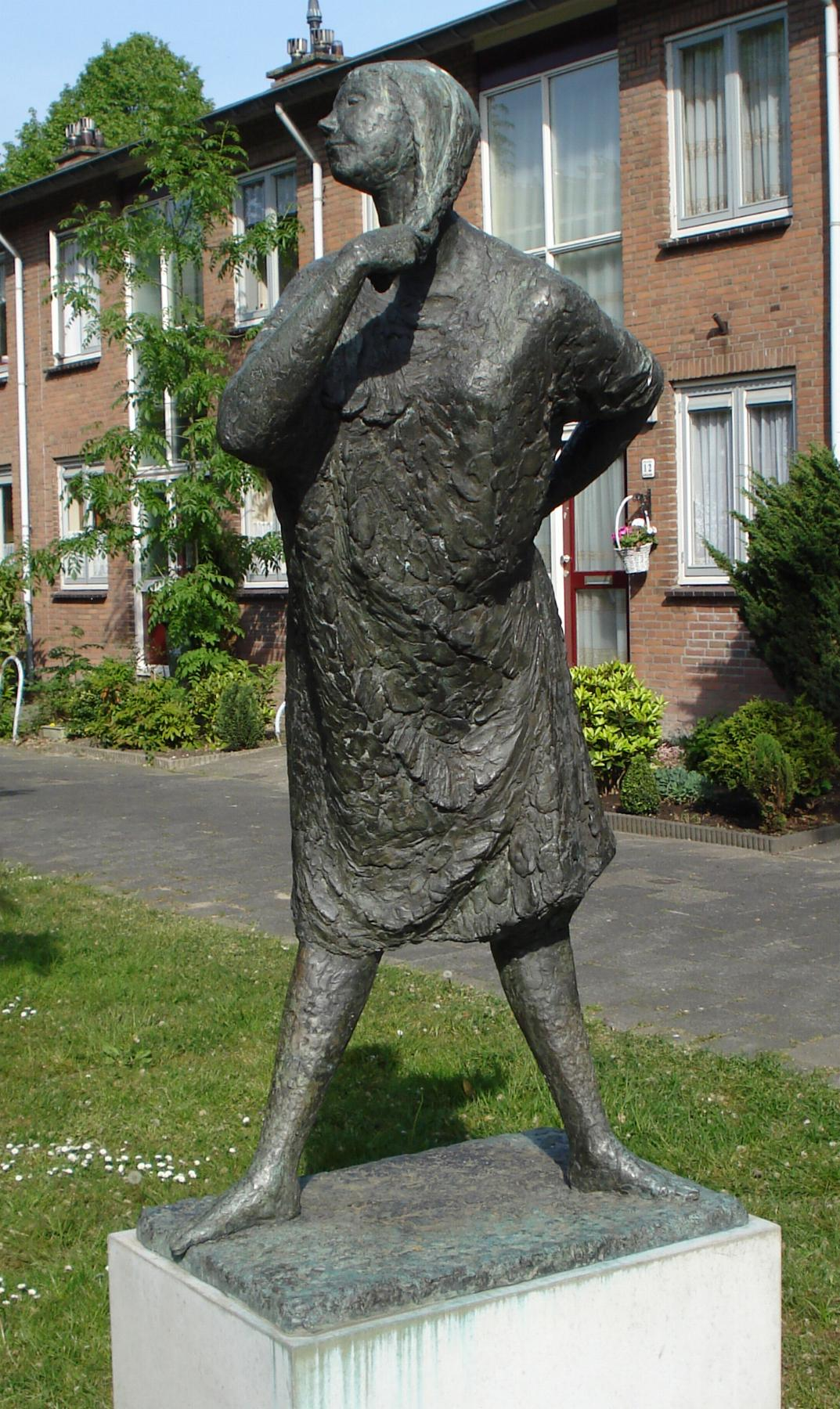
Tiener (1965/66)
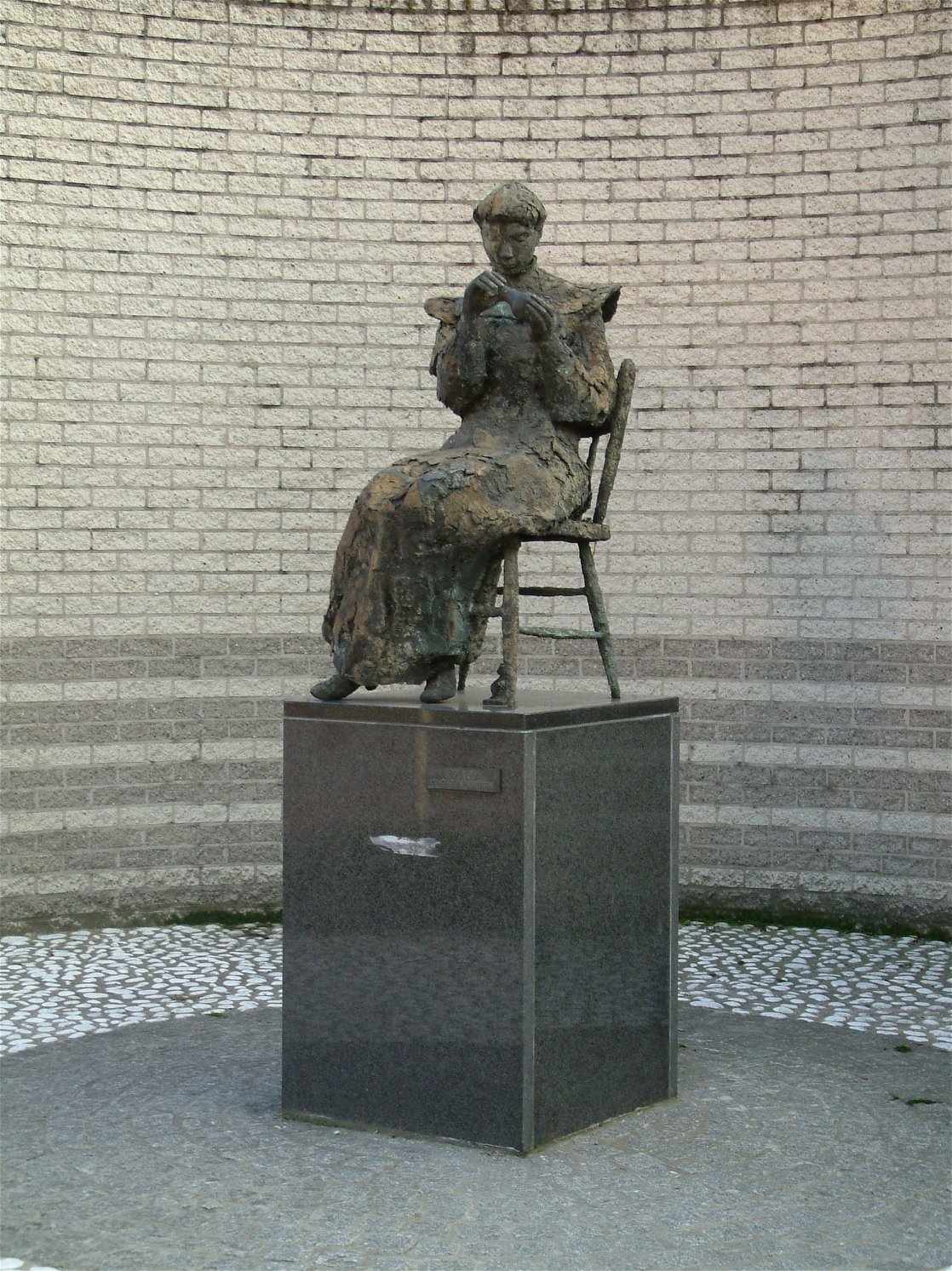
Lampenmaakster (1966)
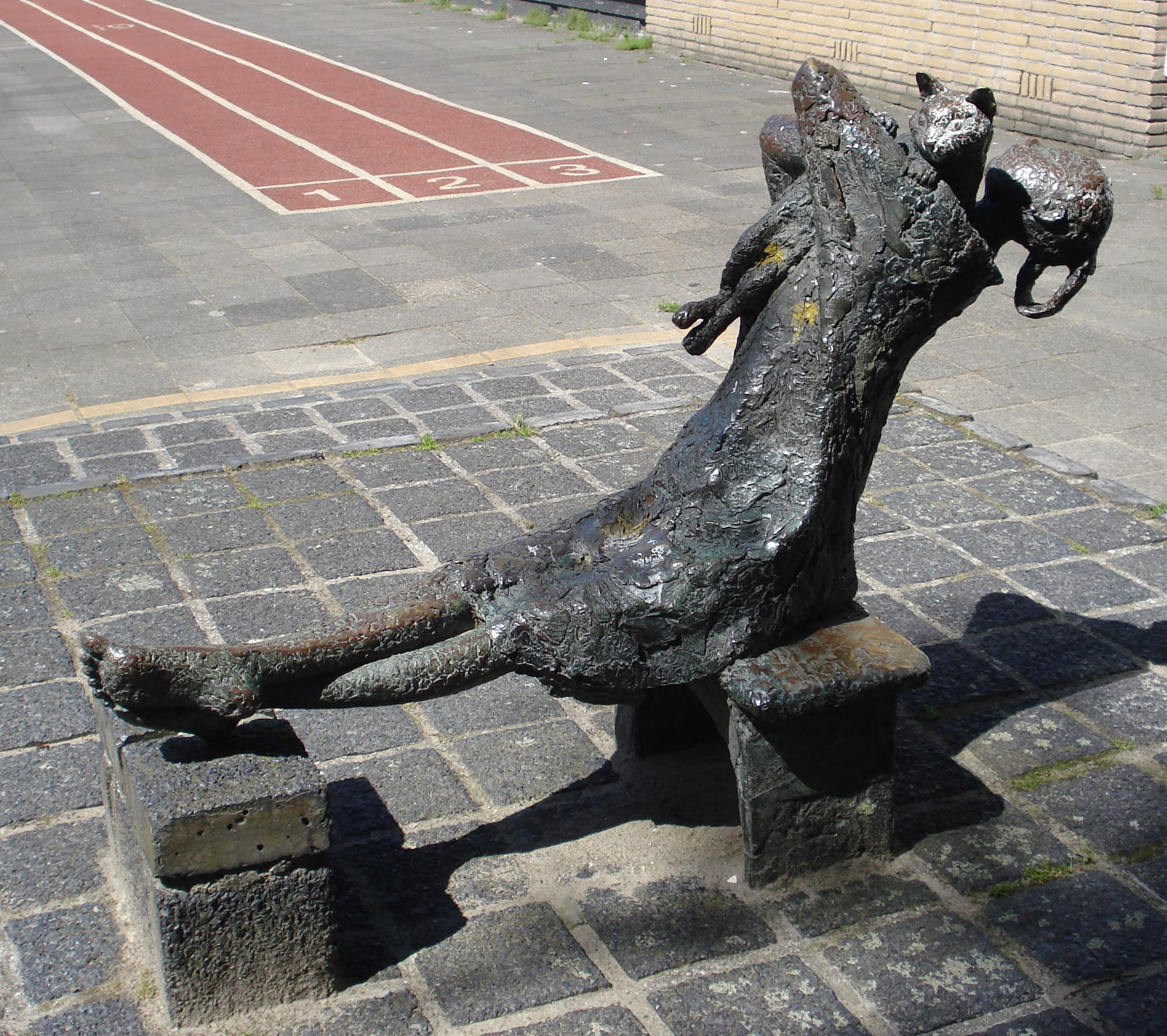
Meisje met poes (1966)
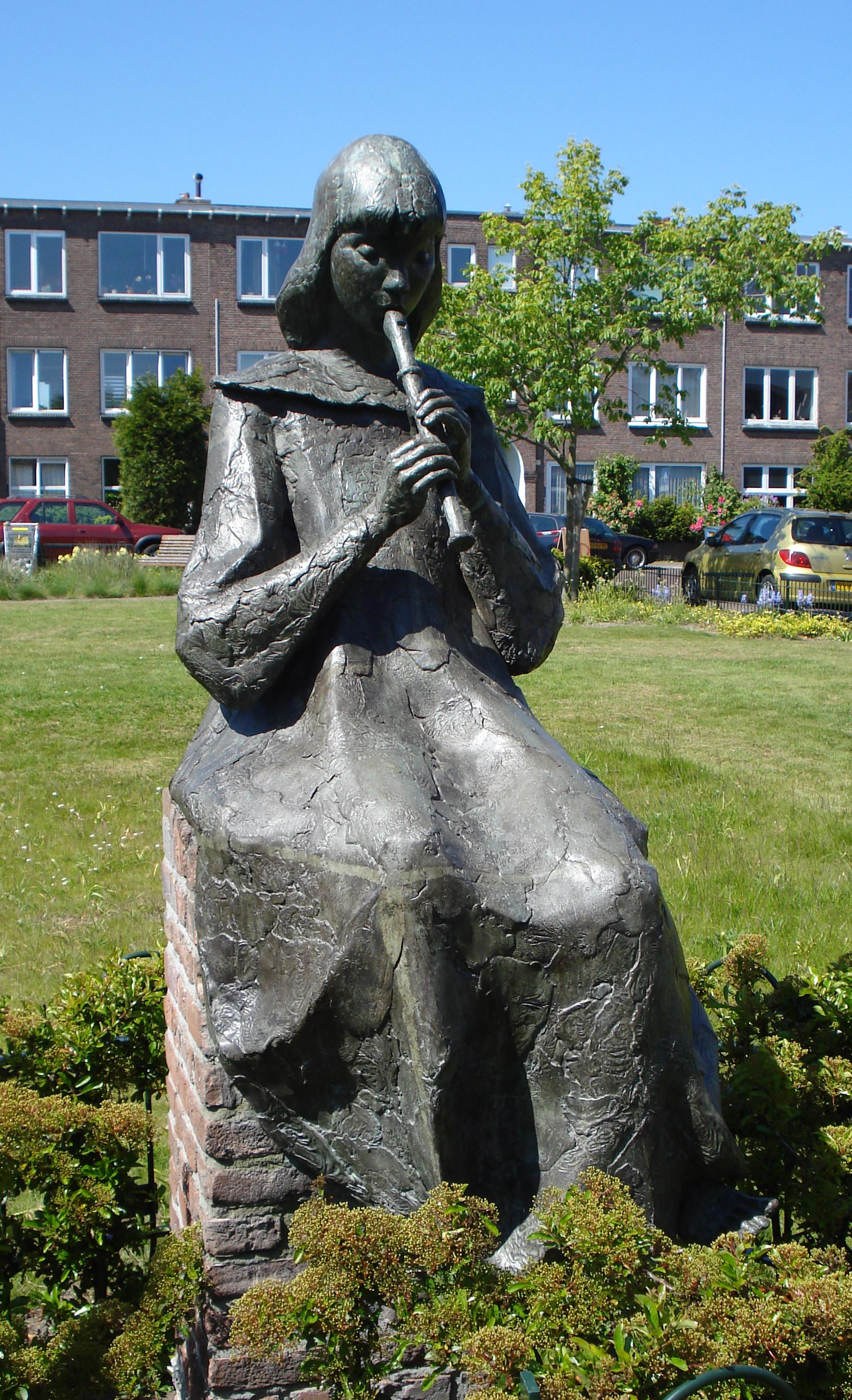
Meisje met fluit (1977)
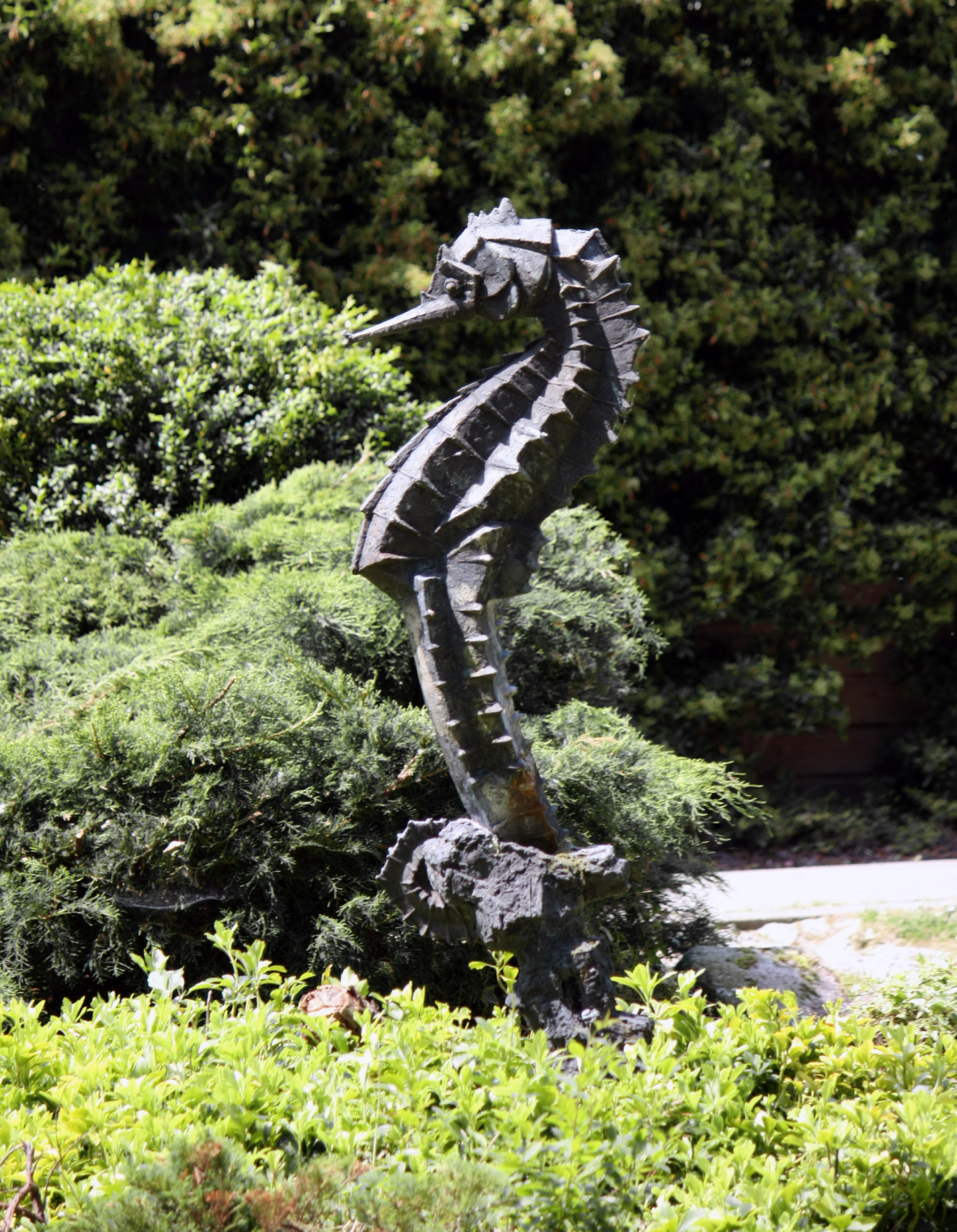
Zeepaardje (1980)
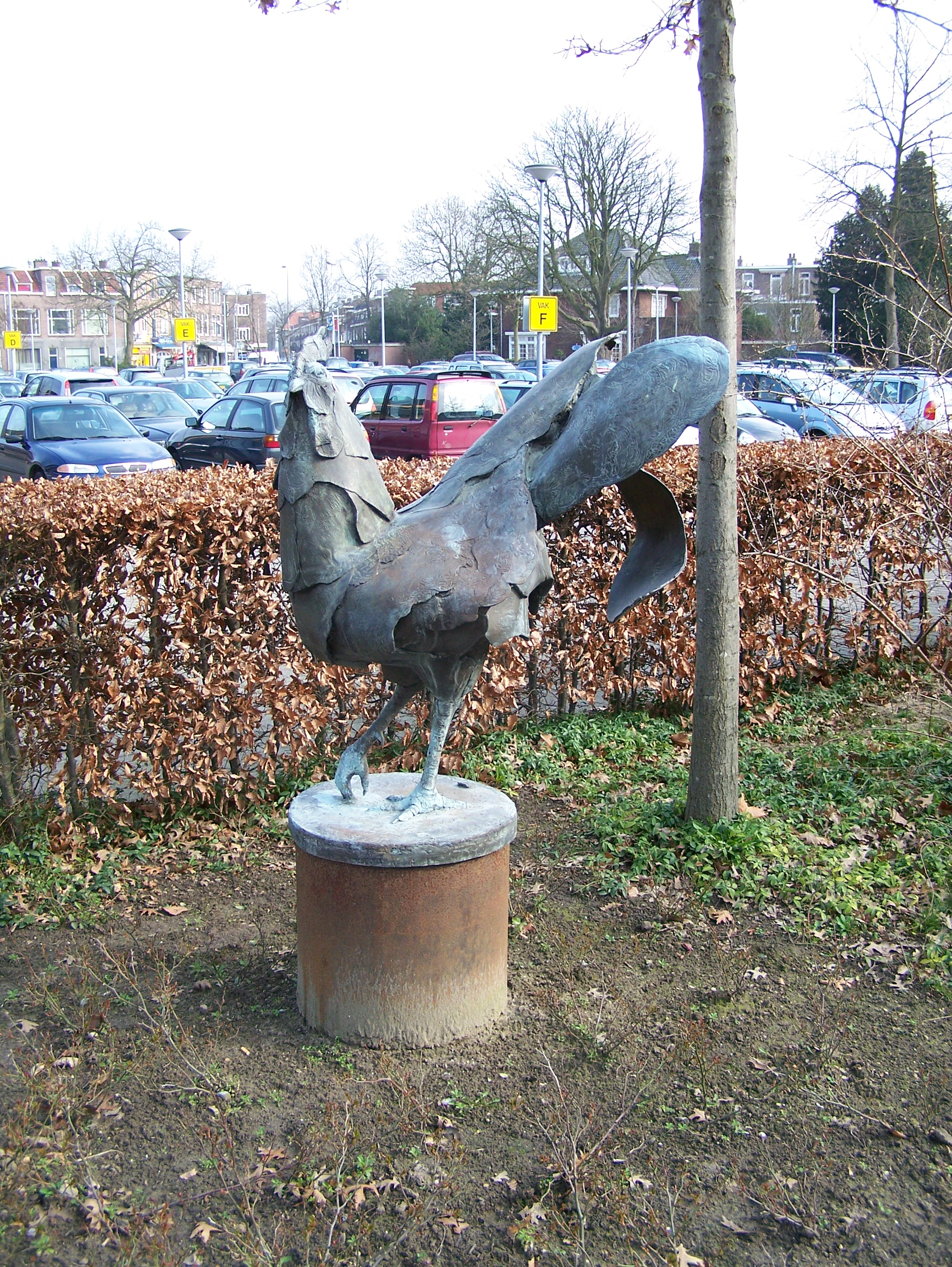
Haan (1994)